# Archeopark
Archeopark (Russisch: Археопарк) is een geo- en archeologische site en een beeldenpark in de Russische stad Chanty-Mansiejsk (autonoom district Chanto-Mansië, West-Siberië). Het is een filiaal van het stedelijke Museum voor Natuur en Mens (Russisch: Музей Природы и Человека). Archeopark werd op 1 september 2008 voor het publiek opengesteld. Sindsdien is het uitgegroeid tot een van de belangrijkste bezienswaardigheden van de stad. 
Het park bevindt zich aan de voet van de heuvel Samarovskiej Ostanets (Russisch: Самаровский Останец). Deze heuvel is een uniek natuurmonument omdat op de helling verschillende geologische lagen aan de oppervlakte komen, zodat de geologische geschiedenis van niet minder dan tienduizend jaar in één oogopslag aanschouwd kan worden. Op de top van de heuvel bevindt zich de archeologische site van de oude nederzetting Samarovo, die als voorloper van de huidige stad Chanty-Mansiejsk beschouwd wordt.
Het terrein aan de heuvel is ingericht als een beeldenpark met beelden van prehistorische dieren, onder andere een groep mammoeten, en oermensen.
Het is de bedoeling dat de verschillende aspecten van deze site de eenheid en continuïteit van de geologische, biologische en menselijke geschiedenis tot uitdrukking brengen. 